# Chipsta
Chipsta (georgiska: ხიფსთა) är ett vattendrag i Georgien. Det ligger i den autonoma republiken Abchazien, i den nordvästra delen av landet, 400 km väster om huvudstaden Tbilisi.